# Stenothemus mamorui
Stenothemus mamorui là một loài bọ cánh cứng trong họ Cantharidae. Loài này được Okushima & Sato miêu tả khoa học năm 1999.